# William Henry Brooke

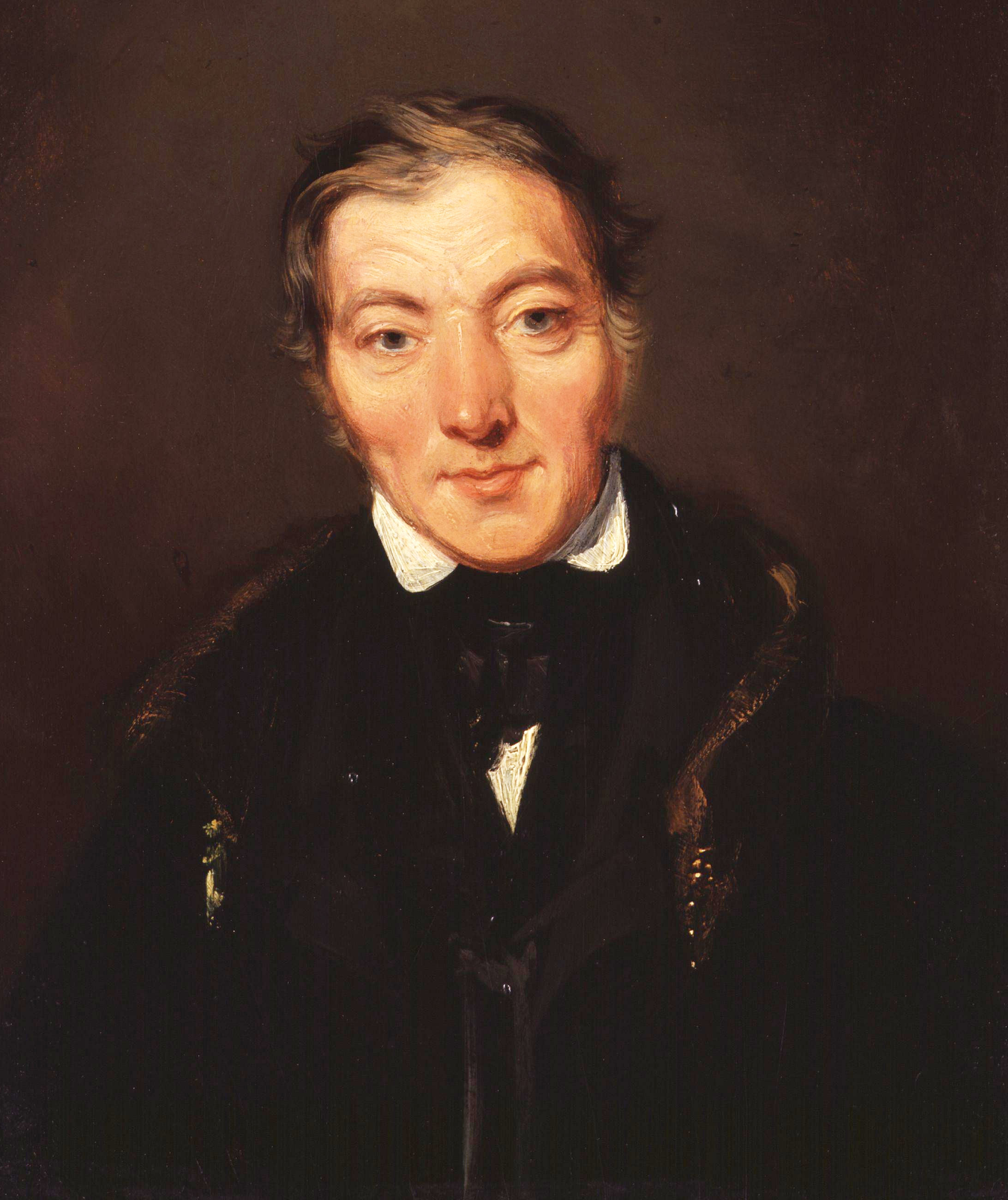
Retrat de Robert Owen, a la National Portrait Gallery.

William Henry Brooke, nascut el 1772, era fill del pintor Henry Brooke i un nebot de Henry Brooke, l'autor de A Fool of Quality. Va exposar retrats i temes figura a la Royal Academy of Arts sovint entre 1810 i 1826, però és més conegut per les seves il·lustracions per a llibres de Moore's 'Irish Melodies,' Walton's 'Angler,' Keightley's 'Mythology,' i altres obres. Va morir a Chichester el 1860.